# 岡田寿夫
岡田 寿夫（おかだ としお）は明治時代の日本の官僚。1899年に台湾総督府より委託を受け、休職した与倉東海に代わり台北弁務署署長（台北市首長）として着任した。